# Manfred (Sizilien)

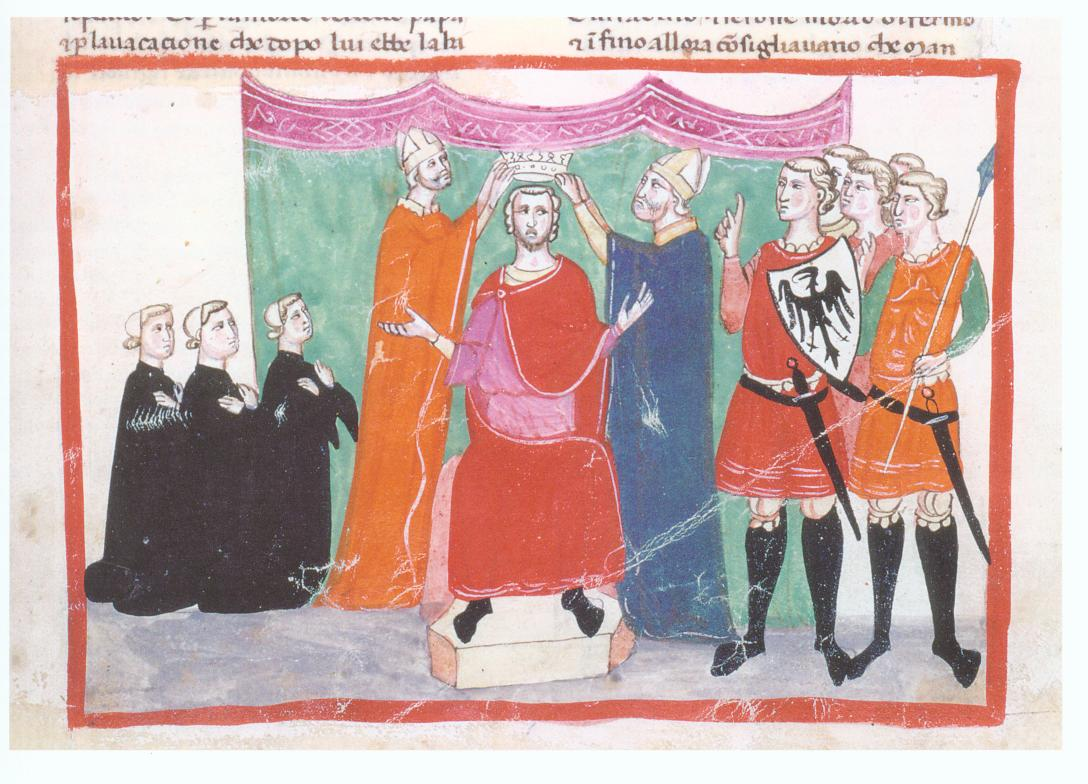
Manfred wird in Palermo zum König von Sizilien gekrönt (1258). Miniatur aus der Nuova Cronica des Giovanni Villani, 14. Jahrhundert (Biblioteca Apostolica Vaticana, Cod. Chigi L VIII 296, fol. 85r)

Manfred (* 1232 bei Venosa; † 26. Februar 1266 bei Benevent) war ab 1250 Fürst von Tarent, Verweser in Reichsitalien und Sizilien und von 1258 bis 1266 selbst König von Sizilien.

## Leben
Er war Sohn von Kaiser Friedrich II. aus der Kaiserdynastie der Staufer und der piemontesischen Adligen Bianca Lancia der Jüngeren, mit der sich der Kaiser noch an deren Sterbebett trauen ließ, um die Geburt des Bastards Manfred (und seiner Geschwister) durch nachträgliche Eheschließung zu legitimieren („legitimatio per matrimonium subsequens“) und damit die Anzahl seiner legitimen Nachkommen und möglichen Nachfolger zu erhöhen. Manfred erhielt von seinem Vater das Fürstentum Tarent und die Verweserschaft in Reichsitalien und Sizilien während der Abwesenheit seines Halbbruders Konrad IV.

### Verweserschaft
Das Verhältnis zwischen den Halbbrüdern war gespannt. Manfred galt als Lieblingssohn seines Vaters, dem er in vielen Eigenschaften ähnelte. Wegen dieser Rivalität und weil die Lage in Deutschland für die letzten Staufer aussichtslos wurde, zog Konrad 1251 selbst nach Italien, wo er aber 1254 starb. Manfred übernahm erneut die Verweserschaft in Italien, diesmal für Konrads unmündigen Sohn Konradin, und bemühte sich um eine Versöhnung mit Innozenz IV., den er im Oktober 1254 selbst nach Neapel geleitete. Der Papst erkannte die staufische Erbfolge dennoch nicht an und belehnte noch im selben Jahr Edmund, den Sohn Heinrichs III. von England, mit Sizilien. Manfred flüchtete zu den Sarazenen nach Lucera und eroberte mit deren Hilfe ganz Neapel und Sizilien (1257). Heinrich III. machte allerdings kaum Anstalten, den Anspruch seines Sohnes auf Sizilien durchzusetzen. Manfred setzte in mehrfacher Hinsicht die Politik seines Vaters fort und wurde vor allem von den sizilianischen Adligen und den kaisertreuen Städten Mittel- und Norditaliens als dessen rechtmäßiger Nachfolger anerkannt. Wenige Kilometer nördlich der 1255 durch ein Erdbeben zerstörten Stadt Siponto gründete er 1256 die nach ihm benannte Stadt Manfredonia.

### Königsherrschaft

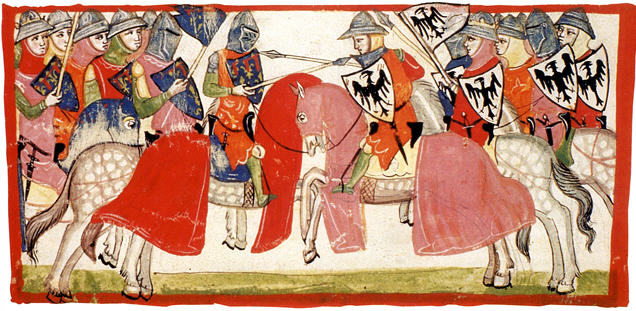
Die Schlacht von Benevent (1266). Darstellung aus der Nuova Cronica des Giovanni Villani, frühes 14. Jahrhundert

In der Zwischenzeit war in Deutschland zwar der Gegenkönig Wilhelm von Holland gestorben, doch eine Rückeroberung der Herrschaft für die Staufer war vollkommen illusorisch geworden. Deshalb verzichtete Manfred auf die deutsche Königswürde, obwohl er sie nur stellvertretend für Konradin beansprucht hatte. Ebenfalls entgegen den Ansprüchen Konradins ließ er sich am 10. August 1258 in Palermo zum König von Sizilien krönen. Weil Manfred den Papst nicht als seinen Lehnsherrn anerkennen wollte, wurde er 1259 mit dem Bann, sein Königreich mit dem Interdikt belegt. Von neuem brach der Kampf aus, in dem Manfred bei Montaperti am 4. September 1260 über die Florentiner siegte und ganz Tuscien seiner Herrschaft unterwarf. Rom zu erobern gelang ihm jedoch nicht. Im Gegenzug belehnte Clemens IV. 1265 Karl I. von Anjou, den Bruder des französischen Königs Ludwig IX., mit Sizilien. Das französische Königshaus zeigte sich wesentlich williger, seinen Anspruch auf Sizilien durchzusetzen, als zuvor das englische: Im Januar 1266 brach ein französisches Heer von Rom aus zum Kreuzzug gegen Manfred auf. Am 26. Februar 1266 kam es zu der entscheidenden Schlacht bei Benevent, in der Manfred fiel. Da er unter dem Bann stand, wurde sein Leichnam nicht in geweihtem Boden, sondern im Felsental am Fluss Garigliano begraben. Damit endete die Stauferherrschaft in Süditalien.

### Ehen und Nachkommen
Auf die Ehe der ältesten Tochter Manfreds, Konstanze (* 1249, † 1302 in Barcelona) aus seiner ersten Ehe mit Beatrix von Savoyen († vor 1258), die er im Dezember 1247 oder Januar 1248 geschlossen hatte (der Ehevertrag stammt vom 21. April 1247), mit Peter III. von Aragonien (Hochzeit am 13. Juli 1262 in Montpellier) gründeten sich die späteren Ansprüche Aragoniens auf Sizilien und Neapel. Auch die übrigen überlebenden italienischen Staufer wie Manfreds Schwester Konstanze von Staufen, die frühere Kaiserin von Byzanz, fanden in Barcelona Asyl. Mit der Sizilianischen Vesper entriss Peter den Franzosen 1282 Sizilien.
Manfreds zweite Frau und Witwe Helena Dukaina Angelina, Tochter des Despoten Michael II. von Epirus, die er am 2. Juni 1259 in Trani geheiratet hatte, wurde auf der Flucht in ihre Heimat in Trani mit ihren fünf kleinen Kindern gefangen gesetzt und starb vermutlich im Juli 1271, 29 Jahre alt, im Gefängnis.
Die Kinder wurden im Castel del Monte interniert. Die Tochter Beatrix wurde nach 1271 nach Neapel verlegt, wo sie im Anschluss an die Seeschlacht am Golf von Neapel am 5. Juni 1284 bei der Einnahme Neapels durch Ruggiero di Lauria befreit wurde. Sie heiratete dann den Markgrafen Manfred IV. von Saluzzo und starb 1307. Die Tochter Flordelis starb 1297. Die drei Söhne – in deren dynastischen Ansprüchen Karl angesichts der Erfahrungen mit Konradin und der Sizilianischen Vesper eine Gefahr für sein Königtum sah – wurden 1299 ins neapolitanischen Castel dell’Ovo verlegt, wo sie – für hochstehende Gefangene – außergewöhnlich harten Bedingungen unterworfen waren, angekettet in einem fensterlosen Kerker und nur dürftig ernährt. Azzolino starb dort 1301. Dem Ältesten, Friedrich, gelang die Flucht; er floh nach Deutschland, lebte dort an mehreren Höfen und starb 1312 in Ägypten. Als Letzter starb im Kerker am 31. Oktober 1318 Heinrich von Staufen im Alter von 54 Jahren, „halb verhungert, halb verrückt und wahrscheinlich blind“.

## Legenden

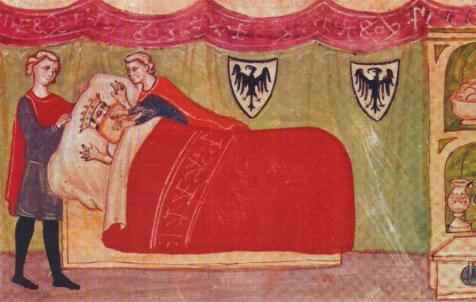
Nach Giovanni Villani wurde Friedrich II. von seinem Sohn Manfred mit einem Kissen erstickt. Giovanni Villani, Nuova Cronica, 14. Jahrhundert (Biblioteca Apostolica Vaticana, Rom Cod. Chigi L VIII 296, fol. 84r)

Der antistaufisch gesinnte florentinische Chronist Giovanni Villani setzte die Legende von der Ermordung Kaiser Friedrichs II. durch Manfred in die Welt. Demnach habe Manfred Ambitionen auf den Kaiserthron gehegt und auf die Nachricht von der Erkrankung seines Vaters befürchtet, dieser könne überraschend doch noch gesunden. So habe Manfred einen Kammerdiener seines Vaters bestochen und so Zugang in sein Gemach erhalten, wo er ihn mit einem Kopfkissen erstickte.
Schon vor der Schlacht bei Benevent war es zu Fahnenflucht und Verrat in Manfreds Truppen gekommen. Als während der Schlacht die deutschen Söldner nach ihrem zunächst erfolgreichen Vormarsch von den Franzosen geschlagen wurden, desertierten die italienischen Söldner nach einem Flankenangriff, worauf die meisten sizilianischen Adligen in Manfreds dritter Linie ebenfalls die Flucht ergriffen. In Giovanni Boccaccios Buch Decamerone (um 1350) erinnert Graf Guido von Montfort den siegreichen Karl I. von Anjou an diese Begebenheit mit folgenden Worten: „Ihr hättet beschlossen, dem armen Kavalier seine zwei Töchter zu rauben…? Ist es Euch so bald aus dem Gedächtnis entschwunden, wie nur die von Manfred an edlen Frauen begangenen Gewalttaten Euch den Eingang in dieses Reich eröffnet haben?“